# 사카키바라 게이고
사카키바라 게이고(일본어: 榊原 彗悟, 2000년 10월 9일 ~ )는 일본의 축구 선수이다. 현재 J1리그의 요코하마 F. 마리노스에서 뛰고 있다.

## 구단 경력
그는 2019년 일본 풋볼 리그의 레인미어 아오모리에 입단했다. 2022년 J1리그의 요코하마 F. 마리노스로 이적했다. 2022년 레인미어 아오모리에서 뛰었다. 2023년부터 2024년까지 요코하마 F. 마리노스에서 뛰었다. 2025년 J2리그의 오이타 트리니타로 이적했다.